# Cooper Lutkenhaus
Cooper Lutkenhaus, född den 19 december 2008 i Justin, Texas, är en amerikansk friidrottare som främst tävlar i medeldistanslöpning med specialitet 800 meter.

## Karriär
Vid de amerikanska uttagningar till friidrotts-VM 2025 kom Lutkenhaus på en andra plats med tiden 1.42,27, vilket kvalificerade honom för mästerskapet. Tiden var ett nytt U18-världsrekord, och 2025 års hittills (3 augusti 2025) sjätte snabbaste tid.